# Velmistři Řádu německých rytířů

Insignie velmistrů Řádu německých rytířů

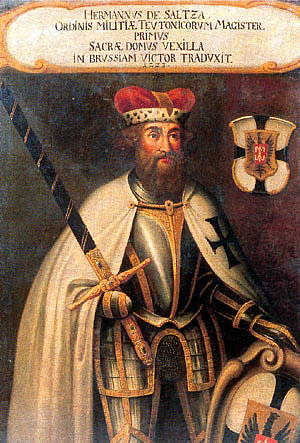
Čtvrtý velmistr Hermann ze Salzy (1209–1239) od neznámého umělce.

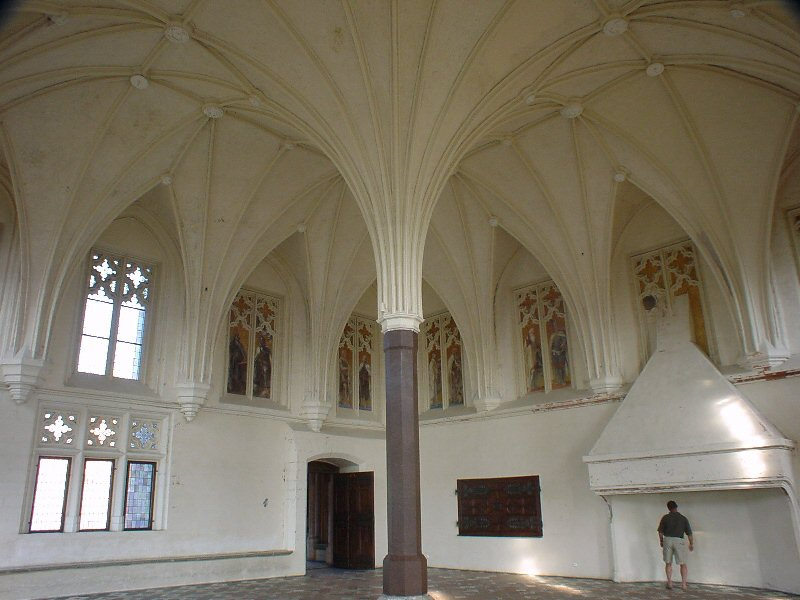
Palác velmistrů na hradě Malborg

Znak užívaný velmistry současného Německého řádu

Znak velmistra Bruna Plattera (2000–2018)

Velmistr neboli velký mistr (německy Großmeister) byl, obdobně jako i u jiných rytířských řádů, nejvyšším představitelem Řádu německých rytířů, který musel být šlechtického původu a byl volen na doživotí. Na rozdíl od jiných řádů zde však existoval malý rozdíl v názvu – zatímco velmistr (latinsky magister generalis) byl titul u většiny ostatních řádů, název hlavy Řádu německých rytířů je v německém jazyce a nazývá se vysoký mistr (německy Hochmeister), vysokomistr.
Prvním historicky doloženým vysokým mistrem řádu byl Jindřich Valpot z Bassenheimu (1198–1200), jeho předchůdci spravovali polní lazaret neuznaný ještě jako řád a nosili tituly nižší a méně významné.

## Seznam představených špitálního bratrstva
| pořadí     | jméno                         | doba vlády |
| ---------- | ----------------------------- | ---------- |
| zakladatel | Sibrand                       | 1190–1198  |
|            | Gerhard                       | 1192–?     |
|            | převor Jindřich (Heinrich)    | 1193–1194  |
|            | Oldřich (Ulrich)              | 1190–1198  |
|            | preceptor Jindřich (Heinrich) | 1190–1198  |

## Seznam velmistrů

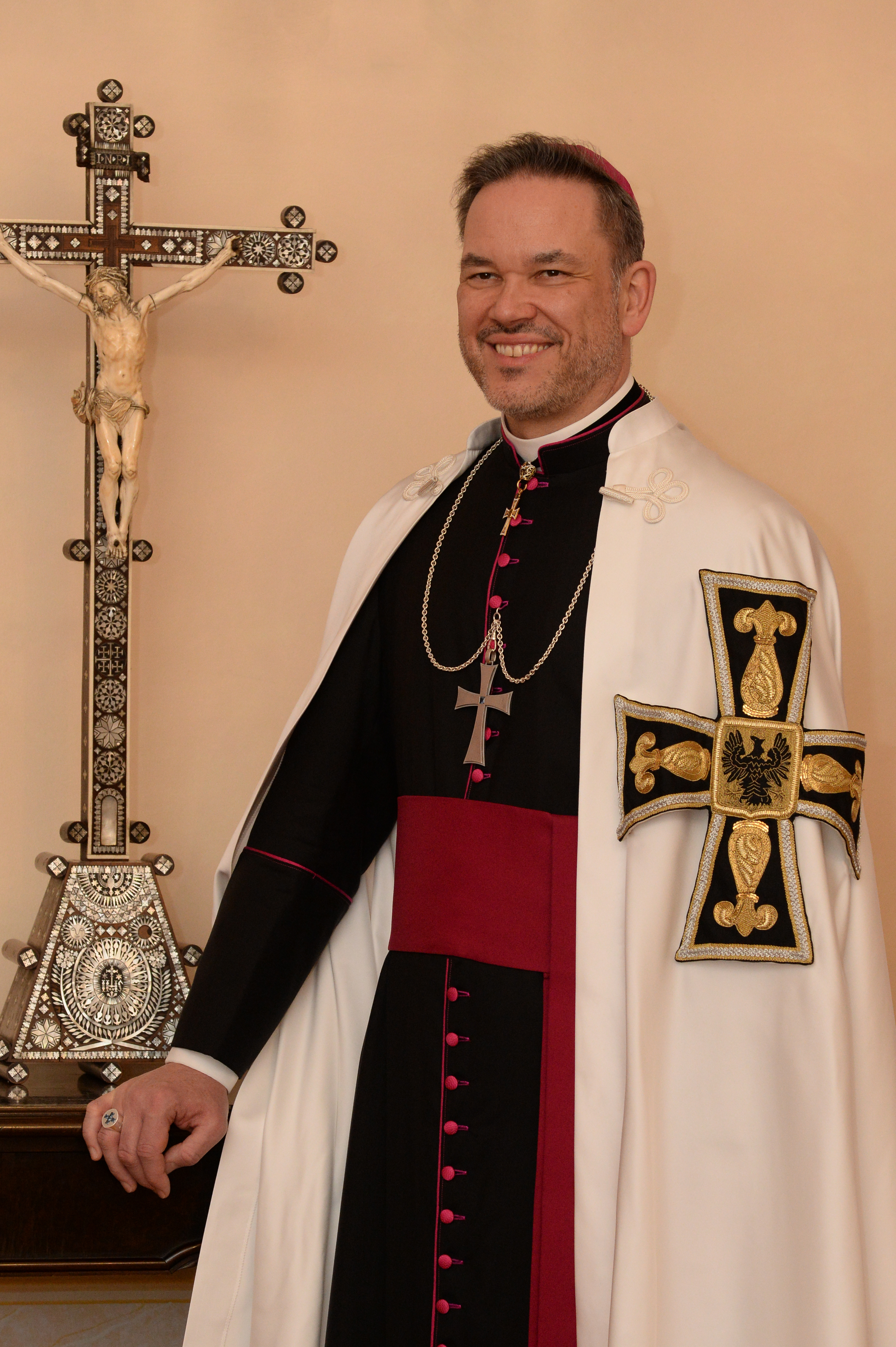
Frank Bayard, současný velmistr od roku 2018

| #   | portrét | znak | jméno                                | doba vlády |
| --- | ------- | ---- | ------------------------------------ | ---------- |
| 1.  |         |      | Jindřich I. Walpot z Bassenheimu     | 1198–1200  |
| 2.  |         |      | Otto z Kerpenu                       | 1200–1206  |
| 3.  |         |      | Jindřich II. z Tunny (Heinrich Bart) | 1206–1209  |
| 4.  |         |      | Heřman ze Salzy                      | 1209–1239  |
| 5.  |         |      | Konrád Durynský                      | 1239–1240  |
| 6.  |         |      | Gerhard z Malbergu                   | 1241–1244  |
| 7.  |         |      | Jindřich III. z Hohenlohe            | 1244–1249  |
| 8.  |         |      | Gunther z Wüllerslebenu              | 1249–1252  |
| 9.  |         |      | Poppo z Osterny                      | 1253–1253  |
| 10. |         |      | Hanno ze Sangershausenu              | 1257–1274  |
| 11. |         |      | Hartmann z Helbrungenu               | 1274–1283  |
| 12. |         |      | Burkhard ze Schwandenu               | 1283–1290  |
| 13. |         |      | Konrád z Feuchtwangenu               | 1290–1296  |
| 14. |         |      | Gottfried z Hohenlohe                | 1297–1302  |
| 15. |         |      | Siegfried z Feuchtwangenu            | 1302–1310  |
| 16. |         |      | Karel Bessart z Trevíru              | 1311–1324  |
| 17. |         |      | Werner z Orselnu                     | 1324–1330  |
| 18. |         |      | Lothar Brunšvický                    | 1331–1335  |
| 19. |         |      | Jetřich Altenburský                  | 1335–1341  |
| 20. |         |      | Ludolf König z Vacova                | 1342–1345  |
| 21. |         |      | Jindřich IV. Dusener z Arfbergu      | 1345–1351  |
| 22. |         |      | Winrich z Kniprode                   | 1351–1382  |
| 23. |         |      | Konrád III. Zollner z Rotštejna      | 1382–1390  |
| 24. |         |      | Konrád IV. z Wallenrode              | 1391–1393  |
| 25. |         |      | Konrád V. z Jungingenu               | 1393–1407  |
| 26. |         |      | Oldřich z Jungingenu                 | 1407–1410  |
| 27. |         |      | Jindřich starší z Plavna             | 1410–1413  |
| 28. |         |      | Michael Kuchenmeister ze Šternburka  | 1414–1422  |
| 29. |         |      | Paul Belenzer z Ruszdorfu            | 1423–1440  |
| 30. |         |      | Konrád VI. z Erlichshausenu          | 1441–1449  |
| 31. |         |      | Ludvík z Erlichshausenu              | 1450–1467  |
| 32. |         |      | Jindřich Reuss z Plavna              | 1467–1470  |
| 33. |         |      | Jindřich VII. Reffle z Richtenberka  | 1470–1477  |
| 34. |         |      | Martin Truchsetz z Wetzhausenu       | 1477–1489  |
| 35. |         |      | Jan z Tieffenu                       | 1489–1497  |
| 36. |         |      | Fridrich Saský                       | 1497–1510  |
| 37. |         |      | Albrecht Braniborsko-Ansbašský       | 1510–1525  |
| 38. |         |      | Walter z Cronbergu                   | 1527–1543  |
| 39. |         |      | Wolfgang Schutzbar                   | 1543–1566  |
| 40. |         |      | Jiří Hundt z Weckheimu               | 1566–1572  |
| 41. |         |      | Jindřich VIII. z Bobenhausenu        | 1572–1590  |
| 42. |         |      | Maxmilián Rakouský                   | 1590–1618  |
| 43. |         |      | Karel I. Štýrský                     | 1619–1624  |
| 44. |         |      | Jan Eustach z Westernachu            | 1625–1627  |
| 45. |         |      | Jan Kašpar I. ze Stadionu            | 1627–1641  |
| 46. |         |      | Leopold Vilém Rakouský               | 1641–1662  |
| 47. |         |      | Karel Josef Rakouský                 | 1662–1664  |
| 48. |         |      | Jan Kašpar II. z Ampringenu          | 1664–1684  |
| 49. |         |      | Ludvík Antonín Falcko-Neuburský      | 1685–1694  |
| 50. |         |      | František Ludvík Neuburský           | 1694–1732  |
| 51. |         |      | Klement August Bavorský              | 1732–1761  |
| 52. |         |      | Karel Alexandr Lotrinský             | 1761–1780  |
| 53. |         |      | Maxmilián František Rakouský         | 1780–1801  |
| 54. |         |      | Karel Ludvík Rakousko-Těšínský       | 1801–1804  |
| 55. |         |      | Antonín Viktor Rakouský              | 1804–1835  |
| 56. |         |      | Maxmilián Josef Rakouský             | 1835–1863  |
| 57. |         |      | Vilém Rakousko-Těšínský              | 1863–1894  |
| 58. |         |      | Evžen Rakousko-Těšínský              | 1894–1923  |
| 59. |         |      | Norbert Jan Nepomucký Klein          | 1923–1933  |
| 60. |         |      | Paul Heider                          | 1933–1936  |
| 61. |         |      | Robert Schälzky                      | 1936–1948  |
| 62. |         |      | Marian Tumler                        | 1948–1970  |
| 63. |         |      | Ildefons Pauler                      | 1970–1988  |
| 64. |         |      | Arnold Othmar Wieland                | 1988–2000  |
| 65. |         |      | Bruno Platter                        | 2000–2018  |
| 66. |         |      | Frank Bayard                         | od 2018    |